# さらば征平・最後の挑戦!
『さらば征平・最後の挑戦!』（さらばしょうへい さいごのちょうせん）は、2004年5月15日（土曜日）の 15:55 - 17:25 （日本標準時）に関西テレビで特別番組として放送されたドキュメンタリー番組で、同年の日本民間放送連盟賞テレビ番組エンターテインメント部門グランプリ（最優秀賞）を受賞。

## 概要
関西テレビの名物アナウンサー・桑原征平の定年退職を記念した特別番組で、退職当日の午後に、同局のスタジオから生放送。桑原の後輩アナウンサーをはじめ、桑原と縁の深い著名人が多数スタジオへ出演したり、VTRでコメントを寄せたりしていた。日本の放送局において、正局員として勤務していたアナウンサーの定年退職を記念した冠番組を制作することは、異例の試みであった。
当番組は、『土曜大好き!830』（桑原と板東英二が共同で司会を務めた関西テレビ制作土曜朝のワイドショー）などの制作を手掛けた上沼真平 が、制作の総指揮を担当。桑原が全国的な知名度を得ていた「征平の挑戦!」（『土曜大好き!830』の前身番組に当たる『ハイ!土曜日です』でのロケ企画）や特別番組でのダイジェスト映像や、桑原の人となりに迫る企画を放送した。さらに、桑原が『土曜大好き!830』でのロケをきっかけに熱望してきた「ペルーのマチュピチュ遺跡に現れる『グッバイボーイ』の追体験」を、「最後の挑戦」として実現。退職の直前に現地で特別に実施したロケの一部始終を紹介したところ、2004年の日本民間放送連盟賞テレビ番組エンターテインメント部門のグランプリ（最優秀賞）を受賞するなど、大きな反響と高い評価を得るに至った。関西テレビ制作の番組が日本民間放送連盟賞でグランプリを受賞したのは、この番組が初めてである。
なお、生放送の後も、関西テレビで数回にわたって再放送。本放送と同じ2014年に実施した3回の再放送における視聴率は、1回目から順に、6.6%、7.0%、10.0%（12月31日11:00 - 12:30放送分）であった。同局が開局60周年を迎える2018年にも、開局60周年記念企画の一環として5月20日（日曜日）の2:05 - 3:35に4回目の再放送を実施したところ、午前2時台の深夜番組では異例とされる視聴率2.8%（占拠率23.9%）を記録した。

## 放送された企画
- 「征平の挑戦　体当たりランキング」
  - 桑原が1983年まで『ハイ!土曜日です』や特別番組向けに臨んできた体当たりロケの映像から、当番組のスタッフが独自に算出した「体当たり指数」（最高で100）を基に、アナウンサーの域を超えた名場面をベスト10形式で紹介した。1位は、桑原がティッピ・ヘドレン（女優）の飼育するライオンに臀部を噛ませたことで知られる映像[注 2]（指数100）。
- 「誰も知らなかった桑原征平　日本一トンデモないアナウンサー物語」
  - 1944年に京都市で出生してから、競泳・水球選手や酒問屋・祭原の営業部員を経て、1969年に中途採用で関西テレビへ入社した桑原の60年間（放送時点）にわたる波瀾万丈の半生を、記録写真や長男・桑原達秋（放送時点では関西テレビと同じフジテレビ系列局・福井テレビのアナウンサー）による再現VTRを交えながら紹介した。ちなみに、達秋が若き日の征平を演じていたことは、再現VTRが流れるまで征平に知らされなかった。
- 「征平の声　徹底検証」
  - 関西地方の出身でアナウンスの基本である腹式呼吸が身に付いていない桑原と、関西以外の地方出身の後輩アナウンサー（毛利八郎・大橋雄介・豊田康雄）に同じ文面の原稿を読ませたうえで、4人の声紋を鈴木松美（放送時点では日本音響研究所の所長）が比較分析。その結果、桑原の持ち味である濁声に見られる音域が、電気ノコギリに近いことが明らかにされた。
- 「桑原征平　最後のニュース」
  - 以上の濁声や経歴などから、関西テレビへの入社以来定時ニュースを19回しか任されなかった桑原が、定年退職の当日（2004年5月15日未明）に『ニュースJAPAN』（当時のフジテレビ系列全国向け最終版ニュース）内の関西ローカルニュース（2分間）を担当する前後の様子に密着した映像を放送。桑原はこのニュースの最後に、視聴者に向けて、10秒のアドリブで「私事で恐縮ではありますが、只今のニュースを持ちまして関西テレビを定年退職致します。みなさま35年間、本当にありがとうございました」と挨拶した。
- 「征平最後の挑戦　南米グッバイボーイに挑む」
  - 桑原が八代亜紀夫妻によるペルーへのロケ[注 3]（1993年11月20日に『土曜大好き!830』で放送）へ同行した際に、標高2,280メートルのマチュピチュで出会った「グッバイボーイ」（現地からつづら折りの緩やかな坂を通って麓の街へ向かう観光バスに向かって急斜面を駆け下りながら坂の途中9ヶ所で右手を何度も大きく振りながら「グッパイ」と叫んでバスに手を振る少年）の鮮烈な姿に感銘を受けたことから、「アナウンサー人生の集大成」として臨んだ体験ロケ企画。59歳の桑原が、1年半前まで「グッパイボーイ」だった12歳のアメリコ・ゲバラ（いずれも年齢は収録時点）から2日間教えを請うたうえで、老骨に鞭打ちながらアメリコと同じいで立ち（「チャスカ」と呼ばれる民族衣装）で「グッバイボーイ」と同じ行為へ挑んだ。その一方で、アメリコの自宅へ泊まり込むことによって、本人や家族との親睦を深めていた。
  - 挑戦当日の桑原は、アメリコ一家やロケスタッフが乗り込んだバスより速く雨上がりの坂を下りながら、8ヶ所目までバスより先回りしては「グッバイ」と絶叫。最終地点の直前でバスに追い抜かれたが、桑原の異状を察して坂を登ったアメリコと並走しながら最終地点へ到達すると、停車していたバスに向かって「グッパイ」と叫んだ。
  - 「グッバイボーイ」が観光バスへ手を振ることへの見返りに観光客へチップを要求する行為が横行していたため、「グッバイボーイ」に扮した少年が学校へ行かなくなることを懸念したマチュピチュ市では、2003年からチップの要求の有無を問わず「グッパイボーイ」関連の行為を一切禁止していた。当企画のスタッフが事前にマチュピチュ市へ交渉したところ、ロケ期間中限定で「グッパイボーイ」の行為を解禁したため、桑原による「最後の挑戦」が実現した。
  - 関西テレビでは、当企画の未公開映像を含めた動画「征平最後の挑戦　完全版!南米ペルーグッバイボーイに挑む」を、2014年からAmazonプライム・ビデオ、TSUTAYA TV、GYAO!などのビデオ・オン・デマンドサービスへ提供している。「カンテレドーガ」（自局で運営する放送済み映像のインターネット向け有料動画配信サービス）でも、2018年の再放送前日（5月19日）から、この動画を含めた「征平の挑戦」シリーズの動画を順次配信している。
- 「東尋坊からのダイビングに挑戦」
  - 「征平の挑戦」でアカプルコ（メキシコ合衆国）の断崖からのダイビングを成功させた桑原が、定年間際に東尋坊の突端から日本海へのダイビングに挑んだ企画。東尋坊が長男・達秋の居住する福井県内にあることから、企画時点では達秋との親子ダイビングを構想していた。しかし、達秋の勤務する福井テレビが、「お父さん（征平）は体を張ったキャラクターで活躍されたが、『息子だから』という理由で弊社のアナウンサー（当時）に危ないことをさせる訳には行かない」という理由で企画のオファーを却下。結局、征平単独での挑戦に至った。
  - 東尋坊突端でのロケには、達秋に代わってオーケイ（小島弘章・岡山祐児）が同行。ロケの開始当初は、知名度がまだ高くなかったオーケイの2人が、征平より先に日本海へ飛び込むことを想定していた。その想定に沿ってオーケイが「僕らに（ダイブを）やらせて下さい」と声を掛けたところ、トレードマークの「虎パン」（虎柄の水着）を履いた征平が、「おいしいとこ（見せ場）は誰にも渡さへんで」と言いながらダイブを成功させた。
  - 突端一帯では飛び込みや遊泳が禁じられているため、以上のロケは、関係機関からの許可の下で特別に実施された。2018年の再放送分では、この企画のパートが割愛されている。

## 出演者
肩書はいずれも放送時点
- 桑原征平（元・関西テレビアナウンサー）
  - 関西テレビの番組審議委員会で当番組が審議された際に、審議委員を務めていた大企業の役員が、「放送の公共性」を重視する立場から「公共の電波を通じて一社員の定年退職を祝う」という当番組の趣旨に異議を唱えた。これに対して、当時の社長・出馬迪男が、「桑原は『アナウンサー』というより、『有能なタレントが偶然当社にいるだけ』と思っている。その桑原が（当社の正社員として）アナウンサー生活を務め上げられたことに対して、定年退職記念特別番組の制作で報いることが、私をはじめ社員の総意である」と発言。後に当番組が日本民間放送連盟賞のグランプリを受賞したことや、桑原が連帯保証人に名を連ねた親族の借金を定年の3年前から返済していることを背景に、桑原との間でテレビ番組に限って同局制作番組への出演を優先する旨の5年契約を締結した。
  - フリーアナウンサーとして退職の翌月（2004年6月）からパーソナリティを務める『桑原征平粋も甘いも』（ABCラジオ）でも、当番組に関するエピソードを随時披露。2015年7月に、日本民間放送連盟賞の近畿地区・ラジオ生ワイド部門で最優秀賞を受賞した。

### 司会
- 山本浩之（当時・関西テレビアナウンサー）
- 関純子（関西テレビアナウンサー）

### スタジオゲスト
- 板東英二
- 桂ざこば（桑原が『ハイ!土曜日です』で共演していた3代目 桂米朝の愛弟子）
- 香坂みゆき（『土曜大好き!830』の第6代アシスタント）
- 桂きん枝（当時関西テレビで放送されていた『ぶっちゃけ!生タマゴン』で共演）
- 室井佑月（同上）
- 山口もえ（関西テレビ制作の特別番組で共演）
- 笑福亭笑瓶（芸名・高座名である「笑瓶」の読み方が征平と同じ「しょうへい」である縁で出演）
- 八代亜紀（友情出演）
  - 放送日の夕方にホテルニューオータニ大阪で自身のディナーショーの開催を控えていたことから、冒頭にのみ出演。自ら油彩で描いた桑原の肖像画を、放送中に本人へ贈呈した。ABCラジオの主催で2019年9月13日（金曜日）にあましんアルカイックホール・オクト（兵庫県尼崎市）で開かれる「桑原征平生前葬～甦生（よみがえり）の儀～」では、八代の許諾を経たうえで、この肖像画が「遺影」としてロビーに飾られた。
- 梅田淳（元・関西テレビアナウンサー、放送直前の2004年4月1日付でフリーアナウンサーへ転身）
- 関西テレビのアナウンサー一同（杉山一雄、岡本栄、毛利八郎、片山三喜子、中島優子、大橋雄介、豊田康雄、藤本景子、村西利恵）
- 桑原菜穂子（征平の長女で関西テレビの系列局・フジテレビ[注 4] の局員）

### VTR出演
- 3代目　桂米朝
- 西川きよし
- 桂南光
- やしきたかじん
  - 当時関西テレビで放送されていた冠番組『たかじん胸いっぱい』に、桑原が随時出演した縁でコメント。「俺より先に死ぬな」というメッセージも寄せていたが、桑原より先（2014年1月3日）に64歳で永眠。
- 徳光和夫（元・日本テレビアナウンサー）
  - 「日本でただ1人胸式呼吸（によるアナウンス）を貫き通したアナウンサー」という表現で、桑原への敬意を示した。
- 小倉智昭（菜穂子がディレクターを務めていた『とくダネ!』の司会）
- 金村義明（野球解説者として『ぶっちゃけ!生タマゴン』で共演）
- 小島奈津子（元・フジテレビアナウンサー）
  - フジテレビ時代にメインキャスターを担当していた『めざましテレビ』で、桑原が関西地方からの中継リポートを定期的に担当していた縁でメッセージを寄せた。
- 杉本清（元・関西テレビアナウンサー）
- 露木茂（元・フジテレビアナウンサー）
- 桑原達秋（征平の長男で福井テレビアナウンサー）
  - 「誰も知らなかった桑原征平　日本一とんでもないアナウンサー物語」の再現VTRに、若き日の実父・征平役で出演。
- 鈴木松美（日本音響研究所所長）
  - 「征平の声　徹底検証」で、桑原・毛利・大橋・豊田の声紋を分析。
- オーケイ（小島弘章・岡山祐児）
  - 「東尋坊からのダイビングに挑戦」のロケへ、達秋に代わって同行。

## スタッフ
- 構成：萩原芳樹、野口勉
- ディレクター：岸本陽介、東田元、白木啓一郎、辻本賢一、伊野勝久
- プロデューサー：武藤良博
- 制作協力：ブリッジ、エスエスシステム